# Муянич, Амель
Амель Муянич (швед. Amel Mujanic; род. 1 апреля 2001) — шведский футболист, полузащитник «Эргрюте».

## Клубная карьера
Начал заниматься футболом в «Олимпике» из Мальмё. В девятилетнем возрасте перешёл в академию главной команды города — «Мальмё». В 2018 году стал привлекаться к тренировкам с основной командой. В июле 2019 года подписал с клубом молодёжный контракт, рассчитанный на полтора года. 22 сентября того же года впервые попал в официальную заявку клуба на матч Алльсвенскана с «Эльфсборгом», но на поле не появился. По итогам года был назван лучшим молодым игроком клуба. 1 марта 2020 года дебютировал за основной состав «Мальмё» в матче группового этапа кубка Швеции против «Карлскруны», появившись на поле в стартовом составе. Летом того же года продлил контракт с клубом до конца 2023 года.
В сентябре 2020 года на правах аренды сроком на один год перешёл в датский «Хобро», выступающий в первом дивизионе. Дебютировал за клуб 29 сентября в победном матче со «Скиве», по итогам которого он был признан лучшим игроком встречи. В общей сложности провёл в датской команде 16 матчей, не отметившись результативными действиями. 12 августа 2021 года отправился в очередную аренду, присоединившись к «Эстеру» по соглашению до конца сезона. За время аренды принял участие в семи матчах Суперэттана.
В июне 2022 года перешёл в кипрский АПОЭЛ. Срок аренды рассчитан до середины 2023 года. 4 сентября дебютировал в его составе в чемпионате Кипра, появившись на поле на 84-й минуте встречи с «Анортосисом».

## Карьера в сборной
Выступал за юношеские сборные Швеции различных возрастов. В составе сборной до 17 лет в мае 2018 года принимал участие в чемпионате Европы в Англии. На групповом этапе принял участие во всех трёх встречах: со Словенией, Норвегией и Португалией. Сборная Швеции дошла до четвертьфинала, где уступила итальянцам.
В ноябре 2020 года впервые был вызван в молодёжную сборную на отборочный матч европейского первенства против Италии. Муянич попал в заявку на игру, но на поле не появился.

## Личная жизнь
Родился и вырос в Гульвиксборге, районе Мальмё. Родители являются выходцами из Боснии и Герцеговины.

## Клубная статистика
| Выступление      | Выступление      | Выступление      | Лига | Лига | Кубки | Кубки | Конт. кубки | Конт. кубки | Итого | Итого |
| Клуб             | Лига             | Сезон            | Игры | Голы | Игры  | Голы  | Игры        | Голы        | Игры  | Голы  |
| ---------------- | ---------------- | ---------------- | ---- | ---- | ----- | ----- | ----------- | ----------- | ----- | ----- |
| Мальмё           | Алльсвенскан     | 2020             | 0    | 0    | 1     | 0     | 0           | 0           | 1     | 0     |
| Мальмё           | Итого            | Итого            | 0    | 0    | 1     | 0     | 0           | 0           | 1     | 0     |
| → Хобро          | 1-й дивизион     | 2020/21          | 16   | 0    | 0     | 0     | 0           | 0           | 16    | 0     |
| → Хобро          | Итого            | Итого            | 16   | 0    | 0     | 0     | 0           | 0           | 16    | 0     |
| → Эстер          | Суперэттан       | 2021             | 7    | 0    | 0     | 0     | 0           | 0           | 7     | 0     |
| → Эстер          | Итого            | Итого            | 7    | 0    | 0     | 0     | 0           | 0           | 7     | 0     |
| → АПОЭЛ          | Дивизион A       | 2022/23          | 1    | 0    | 0     | 0     | 0           | 0           | 1     | 0     |
| → АПОЭЛ          | Итого            | Итого            | 1    | 0    | 0     | 0     | 0           | 0           | 1     | 0     |
| Всего за карьеру | Всего за карьеру | Всего за карьеру | 24   | 0    | 1     | 0     | 0           | 0           | 25    | 0     |